# Групова збагачувальна фабрика «Червоноармійська»
Групова збагачувальна фабрика «Червоноармі́йська» — збудована за проєктом інституту «Дондіпрошахт» для збагачення довгополум'яно-газового та газового енергетичного вугілля, що надходило на фабрику як у вигляді гідропульпи, так і в залізничних вагонах. Проєктна виробнича потужність становила 2400 тис. тонн на рік, надалі, зважаючи на обмеження сировинної бази, потужність була встановлена на рівні 1250 тис. тонн. Технологічна схема двосекційна, з глибиною збагачення 0 мм. Застосовується відсадка некласифікованого вугілля і флотація шламу. Зниження вологи товарного концентрату забезпечується сушінням дрібного класу в барабанних термічних сушарках. В умовах оренди фабрики ступінь використання її потужності, зокрема флотації та сушарки істотно змінився.
Місцезнаходження: м. Білозерське, Донецька обл., залізнична станція Легендарна.